# Кріс (ім'я)
Кріс (англ. Chris) — коротка форма ряду західноєвропейських імен: Християн, Христоф, Христофор, Христина та інших. Це ім'я можуть мати як чоловіки так і жінки, хоча популярніше серед чоловіків через розповсюдження жіночих імен Кріссі та Крісті.
Це ім'я використовується також як частина назви тропічних циклонів, організацій, торгових марок та інших речей.
Можна переглянути список усіх сторінок що мають це ім'я.

## Відомі носії
- Кріс Такер
- Кріс Гемсворт
- Кріс Айзек
- Кріс Водл
- Кріс Пенн
- Кріс Коммонс
- Кріс Герд
- Кріс Рігготт
- Кріс Г'юз
- Кріс Берд
- Кріс Расселл
- Кріс Вудз
- Кріс Смоллінг
- Кріс Поланд
- Крістофер Бан